# Молєва Ніна Михайлівна
Молєва Ніна Михайлівна (5 грудня 1925, Москва — 12 лютого 2024, там само) — російська письменниця, історикиня, мистецтвознавиця, викладачка (в тому числі у МДУ, в Польщі, в Італії, у Франції і у США). Доктор історичних наук, професор, членкиня Союзу письменників. Молєва — дошлюбне прізвище і літературий псевдонім, у шлюбі — Белютіна.

## Родина
- Дід Матвєєв Іван Гаврилович, черговий генерал російського царя Миколи II по Західному фронту.
- Бабуся Лаврова Софія Стефанівна, випускниця паризької Сорбони (математичний факультет), знавчиня французької мови, математикиня та інженерка, доцентка, викладачка у Московському гірничому інституті і Московському вугільному інституті.

Мати Матвєєва Тетяна Іванівна. Батько Михайло Молєв, інженер-енергетик, доктор технічних наук, викладач у Московському інституті сталі і сплавів.

## Життєпис, ранні роки
Навчалась у московській середній школі № 528. У період 1931–1936 рр. навчалась у Центральній експериментальній лабораторії при Московській консерваторії (клас фортепіано и композиції). З 1936 року відвідувала студію художнього слова при Московському домі піонерів (педагогиня Анна Бовшек, художній керівник авторитетний Володимир Яхонтов), що надало їй дикторську освіту. У період 1936—1942 рр. була учасницею та дикторкою радянських урочистостей, травневих та жовтневих концертів в Большому театрі, урядових концертів в Кремлі.

## Юність на фронті
До кінця 1941 року працювала санітаркою, в згодом операційною сестрою в сортувальному шпиталі. З 10 грудня 1941 р. за наказом ЦК ВЛКСМ була призначена замом начальника театрально-агітаційної бригади для обслуги прифронтових військових частин. Концертна програма Молевої отримала дозвіл радянської військової цензури. Серед концертних виступів — перед вояками 2-го Білоруського фронту. У послужному списку — 2256 концертних виступів і шлях від Підмосков'я (Немчинівка) до міста Кенігсберг (Східна Пруссія), мала контузію. Нагороди — військові медалі, Орден Відродження Польщі. Демобілізована зі званням старший лейтенант.

## Освіта
У травні 1942 р. отримала диплом артиста-диктора вищої категорії. Заліком став сольний концерт у Московському Дому профспілок. Восени 1942 р. стала студенткою філологічного факультету Московського державного університету (відділ мистецтвознавства) а також влаштувалась у Вище театральне училище імені М. Щєпкіна при Малому театрі. Умовою були успішні заліки у МДУ з усіх предметів. Сама працювала у фронтовій концертній агітбригаді.
По закінченні війни отримала диплом театрального училища імені М. Щєпкіна і зарахована у трупу Малого театру. 1947 р. отримала диплом МДУ (захист диплома «Артибуція московської церкви папи римського Клімента», котрий виконала під керівництвом Грабаря). Навчання у аспірантурі МДУ. Розпочала працю викладачки.

## Історичні розвідки
Прихильники історії і вдячні читачі пам'ятають численні статті у періодичних виданнях, створені літераторкою і історикинею Молєвою Н. М. (тільки їх близько чотирьох сотень). Вона добре володіє різними літературними формами, серед котрих полемічна стаття, новела, аналітика, історичний роман, історичне дослідження, лекція.
Але праця в архівах і історичні розшуки головують у її праці. Лише після обробки знайденого в архівах матеріалу він приймає якусь літературну форму. Назви друкованих творів авторки кажуть про її пристрасть до історичного міста Москва, що втрачало протягом життя авторки і своє історичне середовище, і свою значущість і привабливість. Біль і занепокоєння від усвідомлення цього присутні майже в кожному творі письменниці, котра десятиліттями була представницею елітарної культури західноєвропейського масштабу.

## Родинна колекція
Дивним чином була збережена родинна колекція. Її засновником був Іван Єгорович Гриньов, художник імператорських театрів. Художників імператорських театрів відшукували активно і добре впродовж праці поціновували. Достатньо пригадати імена Джузеппе Валеріані, П'єтро Гонзага, Бенуа Олександр Миколайович, Головін Олександр Якович, Коровін Костянтин Олексійович тощо. До переліку цих обранців належав і Іван Єгорович Гриньов, близький знайомець Головіна та Коровіна. Гриньов відвідував мистецькі аукціони Парижа і мав хист до розпізнання мистецькі вартісних творів.
У розділі живопису захіноєвропейських митців представлені — Тиціан («Каяття Марії Магдалини», варіант композиції), Паоло Веронезе («Весілля і кані Галілейській», ескіз), Ель Греко («Св. Трійця», ескіз), антична мармурова голівка у вінку, Пітер Пауль Рубенс, Антоніс ван Дейк, Якоб Йорданс, Ніколя Пуссен, Бартоломе Естебан Мурільйо тощо. По смерті чоловіка стала спадкоємицею родинної колекції. У квітні 2013 року передала колекцію російській державі задля її збереження для історії.

## Вибрані твори
- Молева, Н. М. «П. П. Чистяков — теоретик и педагог», 1953, М. : Издательство Академии художеств СССР, 229 с., 19 л. ил. : портр.
- Молева, Н. М. «Левицкий». — М. : Искусство, 1960. — 50 с., 18 л. ил.
- Молева, Н. М. «Выдающиеся русские художники-педагоги». — М. : Издательство Академии художеств СССР, 1962. — 389 с., 65 л. ил. : портр.
- Молева, Н. М. «Живописных дел мастера: Канцелярия от строений и русская живопись первой половины XVIII века» / Н. М. Молева, Э. М. Белютин. — М. : Искусство, 1965. — 335 с., 3 л. ил.
- Молева, Н. М. «Никитин». — М. : Искусство, 1972. — 280 с. — (серия «Жизнь в искусстве»).
- Молева, Н. М. «Варшава». — М. : Искусство, 1973. — 192 с. — (серия «Города и музеи мира»).
- Молева, Н. М. «Скульптура: очерки по истории и теории западно-европейской скульптуры». — М., 1974. — (Очерки зарубежного искусства).
- Молева, Н. М. «Жизнь моя — живопись»: [Константин Коровин в Москве]. — М. : Московский рабочий, 1977. — 232 с. : ил.
- Молева, Н. М. «Манеж. Год 1962 : хроника-размышление». — М. : Советский писатель, 1989. — 268, [2] с.
- Молева, Н. М. «Скорбный список: [Погибшие памятники Москвы]». — М. : Знание, 1991. — 55, [1] с. : ил. — (Новое в жизни, науке, технике. Сер. Искусство ; № 7)
- Молева, Н. М. Когда отшумела оттепель… : [Изобразительное искусство, театр, музыка, архитектура 60-х гг.]. — М. : Издательство МПИ, 1991. — 165, [2] с.
- Молева, Н. М. «Усадьбы Москвы». — М. : Издательство Информпечать ИТРК РСПП, 1998. — 351 с. : ил. — ISBN 5-88010-036-7.
- Молева, Н. М. «Княгиня Екатерина Дашкова»: роман. — М. : АРМАДА, 1996. — 467, [3] с. : портр. — (Сподвижники и фавориты). — ISBN 5-7632-0175-2.
- Молева, Н. М. Государыня — правительница Софья: роман // Софья Алексеевна / [комм. Н. А. Рыльниковой]. — М. : АСТ: Астрель, 2000. — С. 9—437. — 457, [2] с. : ил., портр. — (Романовы. Династия в романах). — ISBN 5-271-00367-1 (Астрель).
- Молева, Н. М. «Марина Юрьевна Мнишек, царица всея Руси»: ист. роман. — М. : АСТ: Астрель, 2001. — 397, [2] с. : ил., портр. — (Смутное время). — ISBN 5-17-009467-1 (АСТ). — ISBN 5-271-02620-5 (Астрель).
- Молева, Н. М. Баланс столетия: мемуары. — М. : Молодая гвардия, 2004. — 595, [1] с., 24 л. ил., портр., цв. ил. : портр. — (Библиотека мемуаров. Близкое прошлое). — ISBN 5-235-02679-9.
- Молева, Н. М. Нелидова. Камер-фрейлина императрицы: ист. роман. — М. : АСТ: Астрель, 2004. — 492, [2] с. : портр. — (Сподвижники и фавориты). — ISBN 5-17-022588-1 (АСТ). — ISBN 5-271-08337-3 (Астрель)
- Молева, Н. М. «Это удивительное Подмосковье»: Голоса истории. — М. : Книжная находка, 2004. — 339, [1] с., [8] л. ил., портр. — ISBN 5-94987-024-7.
- Молева, Н. М. «Новая реальность». — Иваново: Новая реальность, 2005.
- Молева, Н. М. Дворцовый переворот: Азартное искусство риска. — М. : Олимп: Эксмо, 2007. — 427, [1] с. : ил., портр. — (Тайны русской цивилизации). — ISBN 5-7390-1970-2 (Олимп). — ISBN 978-5-699-22643-6 (Эксмо).
- Молева, Н. М. Литературные легенды Бульварного кольца. — М. : Алгоритм, 2007. — 349, [2] с. : ил. — (Московский путеводитель). — ISBN 978-5-9265-0402-3.
- Белютин, Э. М. Творцы — узники совести / Э. М. Белютин, Н. М. Молева. — Нижний Тагил, 2008.
- Молева, Н. М. Боярские дворы: [новеллы]. — М. : АСТ: Олимп, 2008. — 413, [1] с. : ил., портр. — ISBN 978-5-17-048085-2 (АСТ). — ISBN 978-5-7390-2140-3 (Олимп)  [Архівовано 17 липня 2015 у Wayback Machine.] електронний варіант.
- Молева, Н. М. Гоголь в Москве. — М. : АСТ: Олимп: Астрель, 2008. — 284, [2] с. : ил., портр. — ISBN 978-5-17-049895-6 (АСТ). — ISBN 978-5-7390-2182-3 (Олимп). — ISBN 978-5-271-19413-9 (Астрель).  [Архівовано 17 липня 2015 у Wayback Machine.] електронний варіант.
- Молева, Н. М. «Призрак Виардо. Несостоявшееся счастье Ивана Тургенева». — М. : Алгоритм, 2008. — 221, [2] с. — (Мистика любви). — ISBN 978-5-9265-0603-4.
- Молева, Н. М. «Этот трудный Грабарь!». — М. : ЦГРМ, 2008.
- Молева, Н. М. «Александр Пушкин. Верность ловеласа». — М. : Олимп: Астрель, 2009. — 381, [2] с. — (Кумиры. Истории Великой Любви). — ISBN 978-5-271-22433-1 (Астрель). — ISBN 978-5-7390-2316-2 (Олимп).
- Молева, Н. М. «Пётр I. Любовь тирана». — М. : Астрель: Олимп, 2009. — 448 с. — (Историческая библиотека). — ISBN 978-5-271-23613-6 (Астрель). — ISBN 978-5-7390-2372-8 (Олимп). — ISBN 978-985-16-7009-9 (Харвест).
- Молева, Н. М. Семь загадок Екатерины II, или Ошибки молодости. — М. : Астрель: Олимп: Харвест, 2009. — 240 с. — ISBN 978-5-271-21789-0 (Астрель). — ISBN 978-5-7390-2271-4 (Олимп). — ISBN 978-985-16-70884 (Харвест)  [Архівовано 17 липня 2015 у Wayback Machine.] електронний варіант.
- Молева, Н. М. Есенин без Дункан, или Обратная сторона солнца: [роман]. — М. : Астрель: Олимп, 2010. — 317, [2] с. — (Кумиры. Истории Великой Любви). — ISBN 978-5-271-23227-5 (Астрель). — ISBN 978-5-7390-2355-1 (Олимп).
- Молева, Н. М. Путями истории — дорогами искусства. — М. : Новая реальность, 2012. — 578 с. : портр. — ISBN 978-5-905923-03-6.
- Молева, Н. М. «Архивными тропами»: [ист. очерки и повести, рассказы и науч. ст.] / Н. М. Молева, Э. М. Белютин. — М. : Новая реальность, 2012. — 609 с. : ил., цв. ил. — ISBN 978-5-404496-34-5  [Архівовано 4 березня 2016 у Wayback Machine.] електронний варіант.